# Premio al mejor Baloncestista Masculino del Año de la Great West Conference
El Premio al mejor Baloncestista Masculino del Año de la Great West Conference (en inglés, Great West Conference Men's Basketball Player of the Year) fue un galardón que otorgaba la Great West Conference al jugador de baloncesto masculino más destacado del año. El premio fue entregado por primera vez en la temporada 2009–10, la primera de la conferencia en la División I de la NCAA. La GWC fue creada oficialmente el 25 de febrero de 2004 como una conferencia únicamente de fútbol americano. El 10 de julio de 2008, se anunció que la GWC se convertía en una conferencia con todo tipo de deportes. El baloncesto se comenzó a disputar en la temporada 2009-10. No obstante, la conferencia desapareció el 1 de julio de 2013.
Tyler Cain, de South Dakota, fue el primer vencedor del premio.

## Ganadores
| †           | Co-Jugadores del Año |
| *           | Ganador del premio al mejor universitario del año: el Naismith College Player of the Year, el Jugador del Año de la NABC o el John R. Wooden Award |
| Jugador (X) | Denota el número de veces que ha conseguido el galardón                                                                                            |

| Temporada | Jugador          | Universidad  | Posición      | Curso  | Referencia |
| --------- | ---------------- | ------------ | ------------- | ------ | ---------- |
| 2009–10   | Tyler Cain       | South Dakota | Ala-Pívot     | Senior | [ 3 ]      |
| 2010–11   | Isiah Williams   | Utah Valley  | Escolta       | Junior | [ 4 ]      |
| 2011–12   | Isaiah Wilkerson | NJIT         | Alero/Escolta | Senior | [ 5 ]      |
| 2012–13   | Chris Flores     | NJIT         | Base/Escolta  | Senior | [ 6 ]      |

## Ganadores por universidad
| Universidad (en GWC desde) | Premios | Años       |
| -------------------------- | ------- | ---------- |
| NJIT (2008)                | 1       | 2012, 2013 |
| South Dakota (2008)        | 1       | 2010       |
| Utah Valley (2008)         | 1       | 2011       |
| Chicago State (2008)       | 0       | —          |
| Houston Baptist (2008)     | 0       | —          |
| North Dakota (2008)        | 0       | —          |
| Texas–Pan American (2008)  | 0       | —          |

Notas
1. ↑  South Dakota se unió a la Summit League a comienzos de la temporada 2011–12.[7]
2. ↑  North Dakota se unió a la Big Sky Conference tras la temporada 2011-12.